# Cathédrale de Feltre
La cathédrale de Feltre est une église catholique romaine de Feltre, en Italie. Il s'agit d'une cocathédrale du diocèse de Belluno-Feltre.